# Chiesa di San Giovanni Battista (Talana)
La chiesa di San Giovanni Battista è una chiesa campestre situata in territorio di Talana, centro abitato della Sardegna centro-orientale. Consacrata al culto cattolico, fa parte della parrocchia di Santa Marta, diocesi di Lanusei.Nel 2012 la chiesa di San Giovanni Battista di Talana è stata consacrata dalla Diocesi di Lanusei per essere aperta al culto dei fedeli, dedicandola a tutti i Giovanni presenti nel paese di Talana, un lavoro che è stato svolto grazie anche al contributo di tutta la popolazione del piccolo centro di Talana.